# Sophocles
Sophocles (/ˈsɒfəkliːz/; tiếng Hy Lạp cổ: Σοφοκλῆς Sophoklēs, phát âm [so.pʰo.klɛ̂ːs]; k. 497/6 - mùa đông 406/5 TCN)  là một trong ba nhà sáng tác bi kịch Hy Lạp cổ đại có các vở kịch còn được truyền lại đến ngày nay. Những vở kịch đầu tiên của ông được viết muộn hơn hoặc đương đại với Aeschylus, và sớm hơn hoặc đương đại với những tác phẩm của Euripides. Sophocles đã viết hơn 120 vở kịch trong suốt cuộc đời mình, nhưng chỉ có bảy vở kịch còn lại đến nay ở dạng hoàn chỉnh: Ajax, Antigone, Women of Trạchis, Oedipus Rex, Electra, Philoctetes và Oedipus tại Colonus. Trong gần 50 năm, Sophocles là nhà viết kịch nổi tiếng nhất trong các cuộc thi viết kịch của thành bang Athens diễn ra trong các lễ hội tôn giáo của Lenaea và Dionysia. Ông thi đấu trong 30 cuộc thi, thắng 24 và không bao giờ bị đánh giá thấp hơn vị trí thứ hai. Aeschylus đã thắng trong 13 cuộc thi, và đôi khi bị Sophocles đánh bại, trong khi Euripides chiến thắng 4 lần.
Những tác phẩm bi kịch nổi tiếng nhất của Sophocles là Oedipus và Antigone: chúng thường được gọi là các vở kịch Theban, mặc dù mỗi vở kịch thực sự là một phần của một tập hợp 4 vở kịch khác nhau, các vở kịch thành phần khác hiện đã bị thất truyền. Sophocles ảnh hưởng đến sự phát triển của kịch, quan trọng nhất là bằng cách thêm một diễn viên thứ ba, do đó làm giảm tầm quan trọng của điệp khúc trong cách trình bày cốt truyện. Ông cũng đã phát triển các nhân vật của mình đến một mức độ lớn hơn các vở kịch trước đó của Aeschylus.

## Tiểu sử

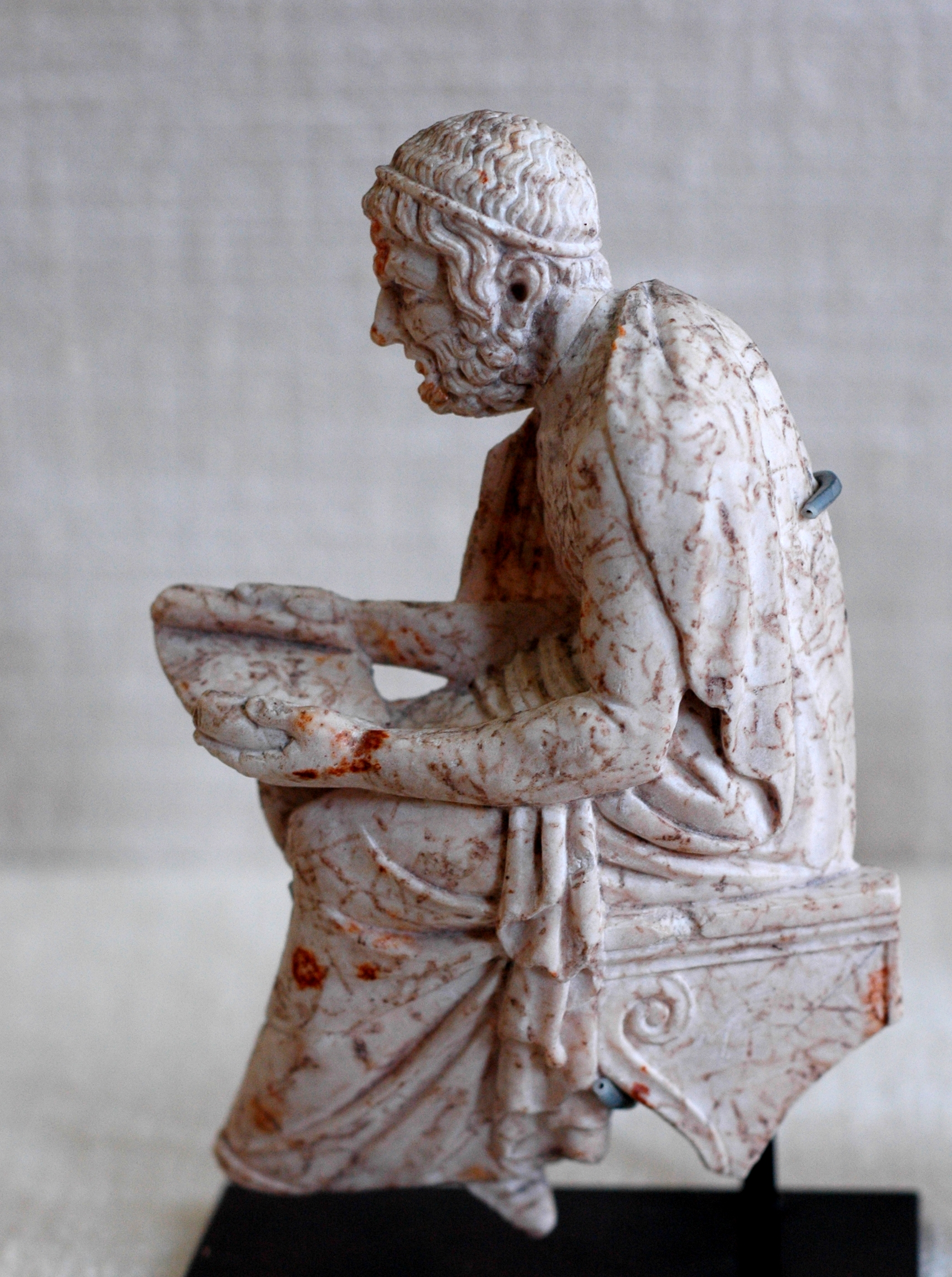
Một bức phù điêu bằng đá cẩm thạch của một nhà thơ, có lẽ Sophocles

Sophocles, con trai của Sophilus, là một thành viên giàu có của deme nông thôn (cộng đồng nhỏ) của Hippeios Colonus ở Attica, trở thành bối cảnh cho một trong những vở kịch của ông, và Sophocles có lẽ được sinh ra ở đó. Sophocles đã ra đời một vài năm trước Trận chiến Marathon năm 490 TCN: năm chính xác không rõ ràng, mặc dù 497/6 là gần đúng nhất. Sophocles sinh ra trong một gia đình giàu có (cha của ông là nhà sản xuất áo giáp) và có học thức cao. Chiến thắng nghệ thuật đầu tiên của Sophocles là vào năm 468 TCN, khi ông giành giải nhất trong cuộc thi kịch Dionysia trước nhà viết kịch đương thời của Athen, Aeschylus. Theo Plutarch, chiến thắng này đến trong một hoàn cảnh bất thường. Thay vì theo phong tục thông thường của việc lựa chọn ban giám khảo ngẫu nhiên, các archon hỏi ý kiến Cimon và các strategoi có mặt để quyết định người chiến thắng của cuộc thi. Plutarch tiếp tục cho rằng sau thất bại này Aeschylus  đã sớm rời khỏi Sicily. Mặc dù Plutarch nói rằng đây là tác phẩm đầu tiên của Sophocles, nhưng bây giờ người ta nghĩ rằng tác phẩm đầu tiên của ông có lẽ là vào năm 470TCN. Triptolemus có lẽ là một trong những vở kịch mà Sophocles trình diễn tại lễ hội này.
Vào năm 480 TCN, Sophocles đã được chọn để lãnh đạo paean (một nhóm thánh ca hợp xướng với một vị thần), ăn mừng chiến thắng của người Hy Lạp trước người Ba Tư trong Trận Salamis. Đầu sự nghiệp của Sophocles, các chính trị gia Cimon có thể đã là một trong những khách hàng quen của ông, mặc dù là như vậy, thì khi Pericles, đối thủ của Cimon lên nắm quyền, và Cimon đã bị thất sủng vào năm 461 trước Công nguyên, ông cũng không phải chịu sự đối xử khác đi. Vào năm 443/2, ông là một trong những Hellenotamiai, hay thủ quỹ của Athena, giúp quản lý tài chính của thành phố trong thời kỳ chính trị của Pericles. Theo Vita Sophoclis, năm 441 trước Công nguyên, ông được bầu làm một trong mười tướng lĩnh, quan chức điều hành tại Athens, với tư cách là đồng nghiệp cấp dưới của Pericles, và ông phục vụ trong chiến dịch Athen chống Samos; ông được cho là đã được bầu vào vị trí này vì đã sáng tác Antigone.
Vào năm 420 TCN, ông đã tôn vinh và lập một bàn thờ với hình ảnh của Asclepius tại nhà của ông, khi vị thần này được giới thiệu đến Athens. Đối với điều này, ông đã được người Athen trao tặng danh hiệu Dexion (người nhận). Ông cũng được bầu, vào năm 413 TCN, làm một trong những ủy viên (probouloi), và  đã phản ứng với sự hủy diệt thảm khốc của lực lượng viễn chinh Athen ở Sicily trong Chiến tranh Peloponnesian.
Sophocles chết ở tuổi chín mươi hoặc chín mươi mốt vào mùa đông 406/5 TCN, và ông đã quan sát được chiến thắng của Hy Lạp trong Chiến tranh Ba Tư và sự đổ máu của chiến tranh Peloponnesian  trong suốt cuộc đời mình. Cũng như nhiều người  nổi tiếng trong thời cổ đại, cái chết của ông đã truyền cảm hứng cho một số câu chuyện về ngày tận thế. Nổi tiếng nhất là tuyên bố rằng Sophocles đã chết vì căng thẳng khi cố gắng đọc một câu dài trong tác phẩm Antigone của mình mà không dừng lại để thở. Một ghi chép khác cho thấy ông bị nghẹn khi ăn nho tại lễ hội Anthesteria ở Athens. Một ghi chép thứ ba cho rằng Sophocles đã chết vì hạnh phúc sau khi giành chiến thắng về viết kịch cuối cùng tại lễ hội Dionysia của thành bang. Vài tháng sau, một nhà sáng tác thơ hài kịch, trong một vở kịch có tựa đề The Muses, đã viết bài điếu văn này: "Phúc cho Sophocles, người có một cuộc đời dài, là một người đàn ông vừa hạnh phúc, vừa là nhà văn của nhiều bi kịch hay, và ông đã kết thúc cuộc sống của mình một cách tốt đẹp mà không phải chịu bất hạnh." Tuy nhiên, theo một số ghi chép thì con trai của ông đã cố gắng cáo buộc ông là gần như không hoạt động gì thời điểm gần cuối đời; ông được cho là đã bác bỏ cáo buộc của họ trước tòa bằng cách đọc tác phẩm Oedipus at Colonus khi đó còn chưa được công bố. Một trong những người con trai của ông, Iophon, và một cháu trai, cũng được gọi là Sophocles, cũng trở thành nhà viết kịch.

### Định hướng tình dục
Một nguồn cổ xưa là tác phẩm Sophists at Dinner của Athenaeus có đề cập đến xu hướng tình dục của Sophocles. Trong tác phẩm đó, một nhân vật tên Myrtilus cho rằng Sophocles thích những chàng trai như cách Euripides thích phụ nữ ("φιλομεῖραξ δὲ ἦν ὁ Σοφοκλῆς, ὡς Εὐριπίδης φιλογύνης"). Myrtilus cũng lặp lại một giai thoại được Ion of Chios thuật lại liên quan đến việc Sophocles tán tỉnh một chàng trai phục vụ tại một dịp hội hè. Myrtilus cũng tuyên bố rằng trong một tác phẩm của Hieronymousus của Rhodes có tên Ghi chú lịch sử, người ta nói rằng Sophocles đã từng dụ một cậu bé ra bên ngoài tường thành để quan hệ tình dục, và sau đó cậu bé rời đi với áo choàng của Sophocles, chỉ để lại chiếc áo choàng cỡ nhỏ của cậu cho Sophocles.

## Tác phẩm và di sản

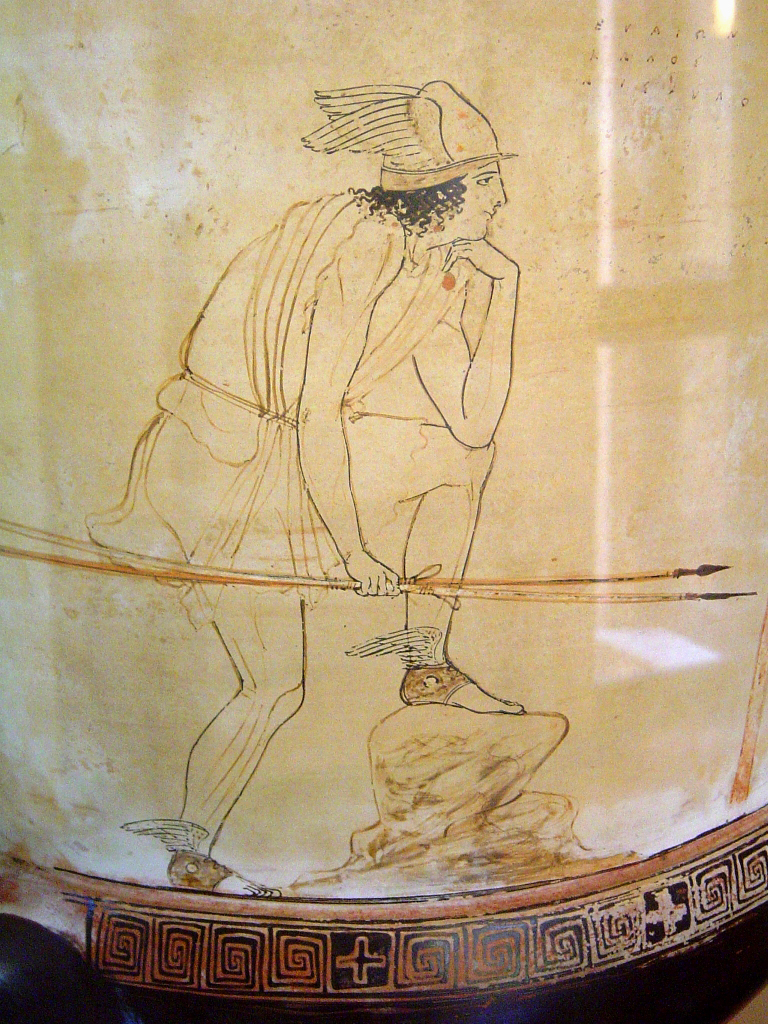
Chân dung của nam diễn viên Hy Lạp Euiaon trong Andromeda của Sophocles, c. 430 trước Công nguyên.

Một trong số những đổi mới sớm nhất của Sophocles là việc bổ sung một diễn viên thứ ba, điều này làm giảm thêm vai trò của điệp khúc và tạo ra cơ hội lớn hơn cho sự phát triển nhân vật và xung đột giữa các nhân vật. Aeschylus, người thống trị nhà viết kịch Athen trong thời kỳ đầu của Sophocles, đã làm theo và đưa nhân vật thứ ba vào tác phẩm của mình cho đến cuối đời. Aristotle ghi nhận Sophocles với việc giới thiệu skenographia, hoặc vẽ phong cảnh. Mãi đến sau cái chết của bậc thầy cũ Aeschylus vào năm 456 trước Công nguyên, Sophocles mới trở thành nhà viết kịch nổi tiếng ở Athens.
Sau đó, Sophocles nổi lên nhờ các chiến thắng trong các cuộc thi kịch tính tại 18 lễ hội Dionysia và 6 lễ hội Lenaia. Ngoài những đổi mới trong cấu trúc vở kịch, tác phẩm của Sophocles còn được biết đến với sự phát triển sâu sắc hơn về các nhân vật so với các vở kịch trước đó. Danh tiếng của ông là đến mức các nhà cai trị nước ngoài mời ông đến tham dự triều đình của họ, mặc dù không giống như Aeschylus đã chết ở Sicily, hay Euripides đã dành thời gian ở Macedon, Sophocles không bao giờ chấp nhận bất kỳ lời mời nào trong số này. Aristotle đã sử dụng Oedipus Rex của Sophocles trong Thơ ca của mình (khoảng năm 335 trước Công nguyên) như một ví dụ về thành tựu cao nhất trong bi kịch, điều này cho thấy lòng tự trọng cao trong đó các tác phẩm của ông được người Hy Lạp sau này nắm giữ.
Chỉ có hai trong số bảy vở kịch còn lại đến nay có thể được ghi chính xác ngày viết một cách an toàn: Philoctetes (409 trước Công nguyên) và Oedipus tại Colonus (401 trước Công nguyên, được cháu trai của ông dàn dựng sau cái chết của Sophocles). Trong số những tác phẩm khác, Electra cho thấy sự tương đồng về phong cách của hai vở kịch này, điều đó cho thấy rằng nó có thể được viết trong phần sau của sự nghiệp. Ajax, Antigone và The Trạchiniae thường được cho là một trong những tác phẩm đầu tay của ông, một lần nữa dựa trên các yếu tố phong cách, với Oedipus Rex trong thời kỳ giữa của Sophocles. Hầu hết các vở kịch của Sophocles cho thấy một dòng chảy của chủ nghĩa chí mạng sớm và sự khởi đầu của logic Socrates như là một nền tảng cho truyền thống lâu đời của bi kịch Hy Lạp.

### Các vở kịch Theban
Các vở kịch Theban bao gồm ba vở kịch: Oedipus Rex (còn được gọi là Oedipus Tyrannus hoặc Oedipus the King), Oedipus tại Colonus và Antigone. Cả ba vở kịch đều liên quan đến số phận của Thebes trong và sau triều đại của vua Oedipus. Chúng thường được xuất bản dưới một trang bìa. Sophocles, tuy nhiên, đã viết ba vở kịch cho các cuộc thi lễ hội riêng biệt, cách nhau nhiều năm. Các vở kịch Theban không chỉ là một bộ ba thực sự (ba vở kịch được trình bày như một câu chuyện kể liên tục) mà chúng thậm chí không phải là một chuỗi có chủ ý và có một số mâu thuẫn trong số đó. Ông cũng đã viết các vở kịch khác phải làm với Thebes, chẳng hạn như Epigoni, trong đó chỉ có những đoạn kịch còn sót lại.

#### Chủ đề
Mỗi vở kịch đều liên quan đến câu chuyện về nhân vật thần thoại Oedipus, người đã giết cha mình và cưới mẹ mình mà không biết rằng họ là cha mẹ của mình. Gia đình anh định mệnh phải chịu số phận khổ đau trong ba đời.
Trong Oedipus Rex, Oedipus là nhân vật chính. Kế hoạch giết Oedipus ngay từ khi mới sinh được cha mẹ của anh ta, Laius và Jocasta lên kế hoạch, để ngăn anh ta thực hiện một lời tiên tri; trong thực tế, người hầu được giao phó việc giết đứa trẻ mới sinh đã không giết mà lại đưa nó qua một loạt các trung gian cho một cặp vợ chồng không có con, người nhận nuôi Oedipus mà không biết cha mẹ đứa trẻ này. Oedipus cuối cùng cũng biết về lời tiên tri của nhà tiên tri ở Delphi về anh ta, rằng anh ta sẽ giết cha mình và cưới mẹ mình; Oedipus cố gắng chạy trốn số phận mà không làm hại những người mà anh ta cho là cha mẹ của mình (tại thời điểm này, anh ta không biết rằng mình được nhận nuôi). Oedipus gặp một người đàn ông ở ngã tư đường cùng với người hầu; Oedipus và người đàn ông chiến đấu với nhau, và Oedipus giết chết người đàn ông (chính là người cha của anh ta, Laius, mặc dù lúc đó anh không biết). Anh ta trở thành người cai trị Thebes sau khi giải câu đố về Nhân sư và trong quá trình đó, kết hôn với nữ hoàng góa phụ, vốn là mẹ của anh ta,  Jocasta. Do đó, nội dung câu chuyện chuyển sang phần kinh dị. Khi sự thật được phơi bày, theo một lời tiên tri chân thực nhưng khó hiểu khác từ Delphi, Jocasta tự tử, Oedipus chọc mù mắt mình và rời khỏi Thebes. Vào cuối vở kịch, trật tự được phục hồi. Sự phục hồi này được thể hiện khi Creon, anh trai của Jocasta, trở thành vua và cũng là khi Oedipus, trước khi đi lưu vong, yêu cầu Creon chăm sóc con cái mình. Con cái của Oedipus sẽ luôn phải chịu gánh nặng của sự xấu hổ và nhục nhã vì hành động của cha mình.
Trong tác phẩm Oedipus tại Colonus, Oedipus bị trục xuất và con gái Antigone đến thị trấn của Colonus nơi họ gặp Theseus, Quốc vương Athens. Oedipus chết và xung đột bắt đầu giữa hai con trai ông là Polyneices và Eteocles.
Trong tác phẩm Antigone, nhân vật chính là con gái của Oedipus, Antigone. Cô phải đối mặt với sự lựa chọn để thi thể của anh trai là Polyneices không bị đốt cháy, nhưng bị bỏ bên ngoài các bức tường thành phố, đối mặt với sự xâu xé của thú hoang, hoặc chôn cất anh ta và đối mặt với cái chết. Vua của vùng đất, Creon, đã cấm chôn cất Polyneices vì ông là kẻ phản bội thành phố. Antigone quyết định chôn cất cơ thể của mình và đối mặt với hậu quả của hành động của mình. Creon kết án cô đến chết. Cuối cùng, Creon được thuyết phục để giải thoát Antigone khỏi hình phạt của cô, nhưng quyết định của anh ta đến quá muộn và Antigone tự tử. Vụ tự tử của cô đã kích hoạt sự tự sát của hai người khác gần gũi với Vua Creon: con trai của anh ta, Haemon, người đã kết hôn với Antigone và vợ anh ta, Eurydice, người đã tự tử sau khi mất đứa con trai duy nhất còn sống.

#### Quá trình sáng tác và sự không nhất quán

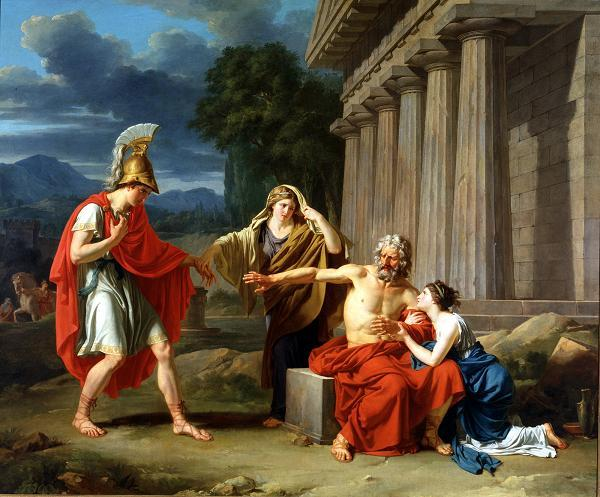
Oedipus tại Colonus của Jean-Antoine-Théodore Giroust (1788), Bảo tàng Nghệ thuật Dallas

Các vở kịch được viết trong suốt ba mươi sáu năm sự nghiệp của Sophocles và không được sáng tác theo trình tự thời gian, mà thay vào đó được viết theo thứ tự Antigone, Oedipus Rex và Oedipus tại Colonus. Chúng cũng không được sáng tác như một bộ ba - một nhóm các vở kịch được biểu diễn cùng nhau, nhưng là những phần còn lại của ba nhóm kịch khác nhau. Kết quả là, có một số mâu thuẫn: đáng chú ý, Creon là vị vua không thể tranh cãi ở cuối Oedipus Rex và, khi tham khảo ý kiến với Apollo, một mình đưa ra quyết định trục xuất Oedipus khỏi Thebes. Creon cũng được hướng dẫn chăm sóc hai cô con gái của Oedipus là Antigone và Ismene ở cuối Oedipus Rex. Ngược lại, trong các vở kịch khác, có một số cuộc đấu tranh với con trai của Oedipus là Eteocles và Polynice liên quan đến sự kế vị. Trong Oedipus tại Colonus, Sophocles cố gắng xử lý những mâu thuẫn này thành một tổng thể thống nhất: Ismene giải thích rằng, dưới ánh sáng của dòng dõi gia đình bị ô nhiễm của họ, anh em của cô trước tiên sẵn sàng nhường lại ngai vàng cho Creon. Tuy nhiên, cuối cùng họ quyết định chịu trách nhiệm về chế độ quân chủ, với mỗi anh em tranh chấp quyền kế vị của nhau. Ngoài việc ở một vị trí mạnh mẽ hơn rõ ràng ở Oedipus tại Colonus, Eteocles và Polynice cũng có thể phạm tội: họ đồng ý (l. 429, Theodoridis, tr.) để cha họ phải lưu vong, đó là một trong những tội ác cay đắng nhất đối với họ.

### Những vở kịch khác
Ngoài ba vở kịch Theban, còn có bốn vở kịch còn lại của Sophocles: Ajax, Women of Trạchis, Electra và Philoctetes, vở kịch cuối cùng đã giành giải nhất năm 409 BC.
Ajax tập trung kể về người anh hùng đáng tự hào của Cuộc chiến thành Troy, Telamonia Ajax, người bị dẫn đến phản bội và cuối cùng là tự sát. Ajax trở nên buồn bã khi bộ giáp của Achilles được tặng cho Odysseus thay vì chính anh ta. Bất chấp sự thù hằn của họ đối với anh ta, Odysseus thuyết phục các vị vua Menelaus và Agamemnon ban cho Ajax một sự chôn cất thích hợp.
Phụ nữ Trachis (đặt tên theo nữ Trachinian người tạo nên điệp khúc) kể về việc Deianeira vô tình giết chết Heracles sau khi ông đã hoàn thành mười hai kỳ tích nổi tiếng. Bị lừa nghĩ rằng đó là một bùa yêu, Deianeira bôi thuốc độc vào một bộ quần áo của Heracles; chiếc áo choàng độc này khiến Heracles chết một cái chết đau đớn. Khi biết sự thật, Deianeira tự tử.
Electra gần như tương ứng với cốt truyện của Aeschylus trong vở Libation Bearers. Nó kể chi tiết cách Electra và Orestes trả thù kẻ giết cha Agamemnon của họ bởi Clytemnestra và Aegisthus.
Philoctetes kể lại câu chuyện về Philoctetes, một cung thủ đã bị bỏ rơi trên Lemnos bởi phần còn lại của hạm đội Hy Lạp khi đang trên đường đến thành phố Troy. Sau khi biết rằng họ không thể chiến thắng Cuộc chiến thành Troia nếu không có cây cung của Philoctetes, người Hy Lạp gửi Odysseus và Neoptolemus để đón anh ta; tuy nhiên do sự phản bội trước đó của người Hy Lạp, Philoctetes từ chối gia nhập quân đội. Chỉ có sự xuất hiện deus ex machina của Heracles mới thuyết phục Philoctetes đến thành Troia.

### Các vở kịch không đầy đủ
Mặc dù danh sách hơn 120 tựa phim liên quan đến Sophocles được biết đến và trình bày dưới đây, ít người biết đến ngày tháng chính xác của hầu hết trong số các vở này. Philoctetes được biết là đã được viết vào năm 409 trước Công nguyên và Oedipus tại Colonus được biết là chỉ được viết vào năm 401 trước Công nguyên, sau khi bắt đầu cháu trai của Sophocles. Thói quen về viết kịch cho các lễ hội Hy Lạp là gửi chúng theo nhóm 4 gồm ba bi kịch cùng với một vở kịch satyr. Cùng với ngày tháng chưa biết của đại đa số hơn 120 vở kịch này, người ta cũng không biết phần lớn các vở kịch đã được nhóm lại như thế nào. Tuy nhiên, người ta biết rằng ba vở kịch được gọi trong thời kỳ hiện đại là "vở kịch Theban" không bao giờ được biểu diễn cùng nhau trong cuộc đời của Sophocles, và do đó không phải là một bộ ba (mà đôi khi chúng bị nhìn nhầm là bộ ba).
Một số phần của vở kịch Ichneutae (Tracking Satyrs) được phát hiện ở Ai Cập vào năm 1907. Những phần này chiếm khoảng một nửa vở kịch, khiến nó trở thành vở kịch satyr được bảo tồn tốt nhất sau Cyclops của Euripides, tồn tại trọn vẹn. Các mẩu rời rạc của vở Epigoni được phát hiện vào tháng 4 năm 2005 bởi các nhà cổ điển tại Đại học Oxford với sự trợ giúp của công nghệ hồng ngoại trước đây được sử dụng cho hình ảnh vệ tinh. Bi kịch kể về câu chuyện về cuộc bao vây thứ hai của Thebes. Một số tác phẩm khác của Sophocles ngày nay chỉ còn lại vài đoạn rời rạc, bao gồm:
| - Aias Lokros (Ajax the Locrian) - Aias Mastigophoros (Ajax the Whip-Bearer) - Aigeus (Aegeus) - Aigisthos (Aegisthus) - Aikhmalôtides (The Captive Women) - Aithiopes (The Ethiopians), or Memnon - Akhaiôn Syllogos (The Gathering of the Achaeans) - Akhilleôs Erastai ([male] Lovers of Achilles) - Akrisios - Aleadae (The Sons of Aleus) - Aletes - Alexandros (Alexander) - Alcmeôn - Amphiaraus - Amphitryôn - Amycos - Andromache - Andromeda - Antenoridai (Sons of Antenor) - Athamas (two versions produced) - Atreus, or Mykenaiai - Camicoi - Cassandra - Cedaliôn - Cerberus - Chryseis - Clytemnestra - Colchides - Côphoi (Mute Ones) - Creusa - Crisis (Judgement) - Daedalus - Danae - Dionysiacus - Dolopes - Epigoni (The Progeny) - Eriphyle | - Eris - Eumelus - Euryalus - Eurypylus - Eurysaces - Helenes Apaitesis (Helen's Demand) - Helenes Gamos (Helen's Marriage) - Herakles Epi Tainaro (Hercules At Taenarum) - Hermione - Hipponous - Hybris - Hydrophoroi (Water-Bearers) - Inachos - Iobates - Iokles - Iôn - Iphigenia - Ixiôn - Lacaenae (Lacaenian Women) - Laocoôn - Larisaioi - Lemniai (Lemnian Women) - Manteis (The Prophets) or Polyidus - Meleagros - Minôs - Momus - Mousai (Muses) - Mysoi (Mysians) - Nauplios Katapleon (Nauplius' Arrival) - Nauplios Pyrkaeus (Nauplius' Fires) - Nausicaa, or Plyntriai - Niobe - Odysseus Acanthoplex (Odysseus Scourged with Thorns) - Odysseus Mainomenos (Odysseus Gone Mad) - Oeneus | - Oenomaus - Palamedes - Pandora, or Sphyrokopoi (Hammer-Strikers) - Pelias - Peleus - Phaiakes - Phaedra - Philoctetes In Troy - Phineus (two versions) - Phoenix - Phrixus - Phryges (Phrygians) - Phthiôtides - Poimenes (The Shepherds) - Polyxene - Priam - Procris - Rhizotomoi (The Root-Cutters) - Salmoneus - Sinon - Sisyphus - Skyrioi (Scyrians) - Skythai (Scythians) - Syndeipnoi (The Diners, or, The Banqueters) - Tantalus - Telephus - Tereus - Teukros (Teucer) - Thamyras - Theseus - Thyestes - Troilus - Triptolemos - Tympanistai (Drummers) - Tyndareos - Tyro Keiromene (Tyro Shorn) - Tyro Anagnorizomene (Tyro Rediscovered). - Xoanephoroi (Image-Bearers) |